# Иван Николов (общественик)
 Тази статия е за общественика Иван Николов.  За други значения вижте Иван Николов.  
Иван Николов е български поет, публицист и общественик, председател на българския Културно-информационен център „Босилеград“. Иван Николов е сред най-активните защитници на правата на българите в Западните покрайнини.

## Биография
Роден е на 14 март 1959 година в село Ресен, Община Босилеград, Западните покрайнини. Следва право и още като студент се обявява против сръбската асимилаторна политика над българите в тогавашна СФРЮ. След 1990 година е един от идейните творци на Демократичния съюз на българите в Югославия (ДСБЮ).
Иван Николов е редактор е сп. „Бюлетин“ в Босилеград. От 1997 година е председател на българския Културно-информационен център „Босилеград“. Като активен общественик е написал над 400 статии за проблемите на българите в Сърбия. Носител е на четири награди за поезия и литература, обществена дейност и за принос за опазване на правата и интересите на българите в Сърбия. Автор е няколко книги и стихосбирки за българите зад граница, носител е на награда за родолюбива песен от Сдружението на българските писатели.
Носител е на Наградата на Европейския парламент за европейски гражданин за 2016 година.

## Издадени книги и стихосбирки
- „Ничии хора“
- „Прокудени стихове“
- „Послание към Тангра“
- „Българите в Югославия – последните Версайски заточеници“ [3]